# Elecciones municipales de 2023 en Navalcarnero
Las elecciones municipales de 2023 en Navalcarnero tuvieron lugar el domingo 28 de mayo del mismo año1. En ellas se eligieron los 21 concejales que componen el Ayuntamiento de Navalcarnero mediante el método d'Hondt, con listas cerradas y un umbral electoral del 5%.
Los resultados los comicios2 en el municipio fueron los siguientes:
- Censo electoral: 22 088
- Participación: 15 151 (68.58%)
- Votos en blanco: 188 (1.26%)
- Votos nulos: 202 (1.33%)

| Partido                                   | Nº de votos | Porcentaje de votos | Concejales obtenidos |
| ----------------------------------------- | ----------- | ------------------- | -------------------- |
| Partido Socialista Obrero Español (PSOE)  | 6197        | 41.45%              | 10                   |
| Partido Popular (PP)                      | 4048        | 27.08%              | 6                    |
| Vox                                       | 1835        | 12.28%              | 3                    |
| Vecinos por Navalcarnero                  | 1324        | 8.86%               | 2                    |
| Más Madrid-Verdes Equo Navalcarnero       | 741         | 4.96%               | 0                    |
| Ciudadanos-Partido de la Ciudadanía       | 402         | 2.69%               | 0                    |
| Podemos - Izquierda Unida - Alianza Verde | 214         | 1.43%               | 0                    |

De esta manera, el PSOE de Navalcarnero, aun perdiendo la mayoría absoluta, mantuvo la alcaldía del municipio con el apoyo del partido local Vecinos por Navalcarnero3